# Corethrella brakeleyi
Corethrella brakeleyi is een muggensoort uit de familie van de Corethrellidae. De wetenschappelijke naam van de soort is voor het eerst geldig gepubliceerd in 1902 door Coquillett.